# Joel Ferreira
Joel António Soares Ferreira (nascut el 10 de gener de 1992) és un futbolista professional portuguès que juga al GD Chaves com a lateral esquerre.

## Carrera de club
Nascut a Porto, Ferreira va passar els seus primers quatre anys com a sènior amb el Gondomar SC local a la tercera divisió. L'estiu de 2015 va fitxar amb el CD Mafra, fent el seu debut professional el 8 d'agost jugant els 90 minuts sencers en un empat 1-1 fora de casa contra el Gil Vicente FC a la Segona Lliga.
El 21 de juny de 2016, després de patir el descens de l'equip, Ferreira va signar un contracte de tres anys amb el GD Estoril Praia. Va jugar per primera vegada a la Primeira Liga el 15 d'agost, començant com a titular amb una derrota a casa per 0-2 davant el CD Feirense.
Ferreira va tornar al segon nivell el 12 de juliol de 2018, incorporant-se a l'Acadèmica de Coimbra. Va continuar competint en aquest nivell les temporades següents amb el Mafra i el FC Arouca, aportant 22 partits (26 en totes les competicions) la 2020-21, i aquest darrer club va guanyar dos ascensos en dos anys per tornar a la màxima categoria.
El 21 de gener de 2022, després de només quatre partits oficials a la primera meitat de la campanya, Ferreira va abandonar l'Estádio Municipal de Arouca com a agent lliure i va tornar a la segona divisió amb el GD Chaves.